# Batracomorphus welwitschi
Batracomorphus welwitschi är en insektsart som beskrevs av Quartau 1981. Batracomorphus welwitschi ingår i släktet Batracomorphus och familjen dvärgstritar. Inga underarter finns listade i Catalogue of Life.